# ニーナ・シモン
ニーナ・シモン（Nina Simone/ˈniːnə sɨˈmoʊn/、1933年2月21日 - 2003年4月21日）は、アメリカ合衆国のアフリカ系アメリカ人のジャズ歌手、フォーク、ブルース、R&B、ゴスペル歌手、ピアニスト、公民権活動家、市民運動家である。本名はユニース・キャスリン・ウェイモン (Eunice Kathleen Waymon)。
「ローリング・ストーンの選ぶ歴史上最も偉大な100人のシンガー」において第29位。
「Q誌の選ぶ歴史上最も偉大な100人のシンガー」において第21位。

## 来歴

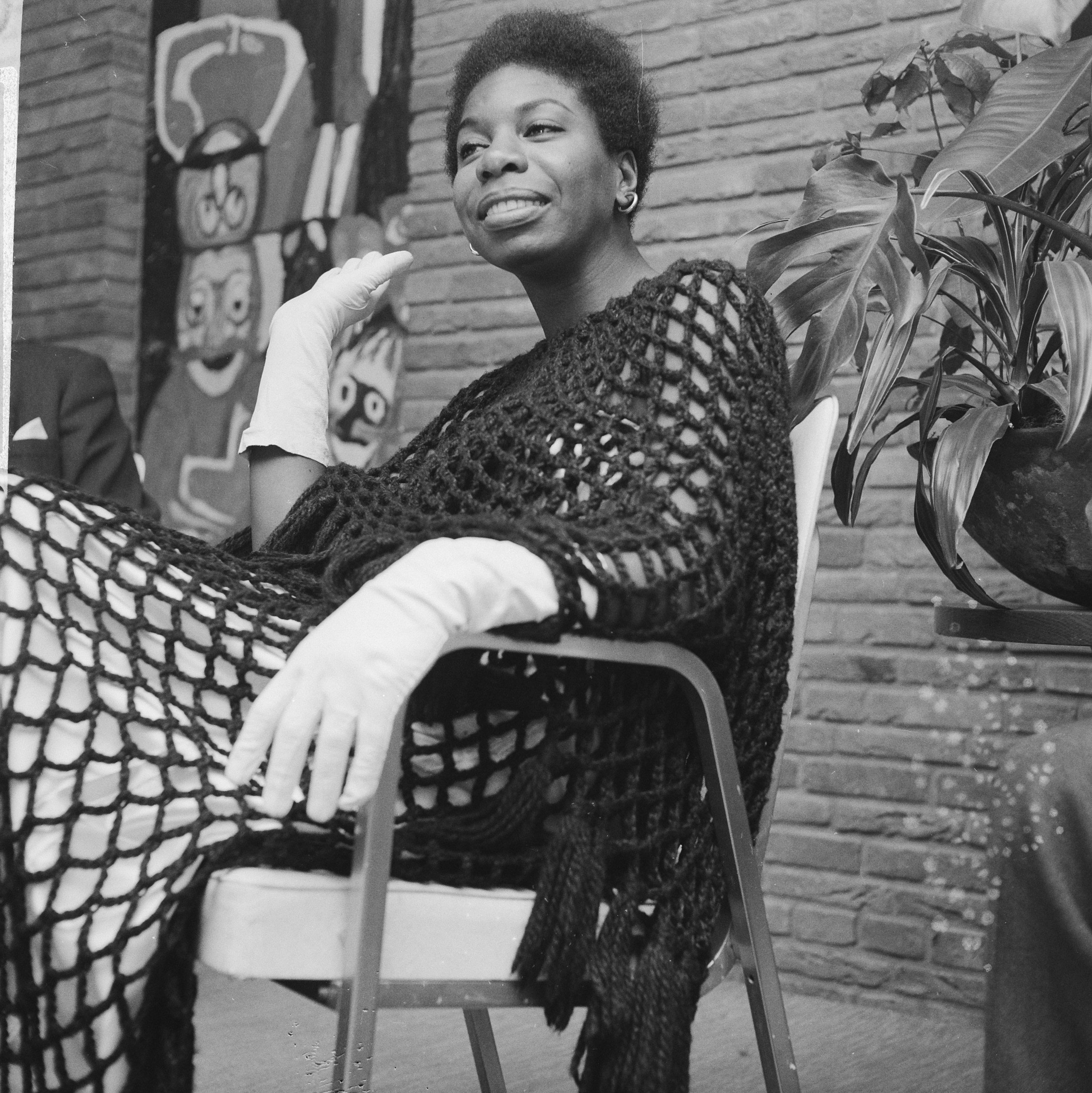
1965年

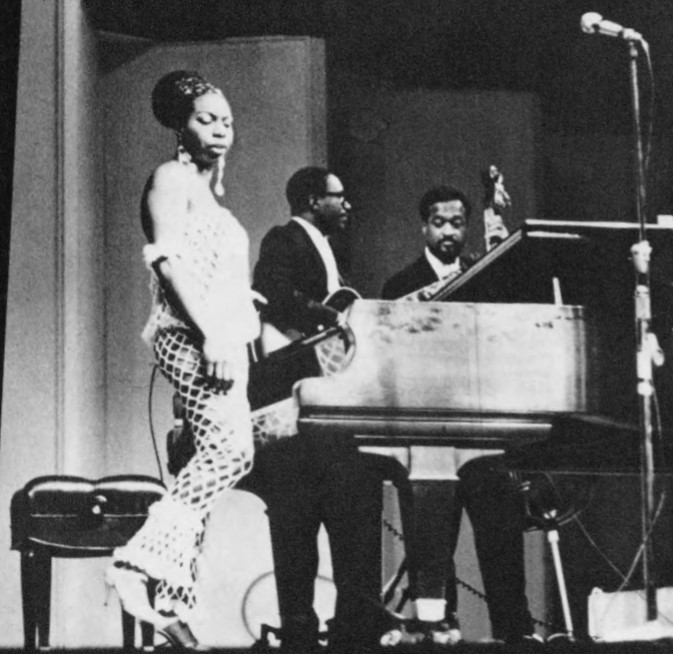
1967年、ニューポート・ジャズ・フェスティバルにて。

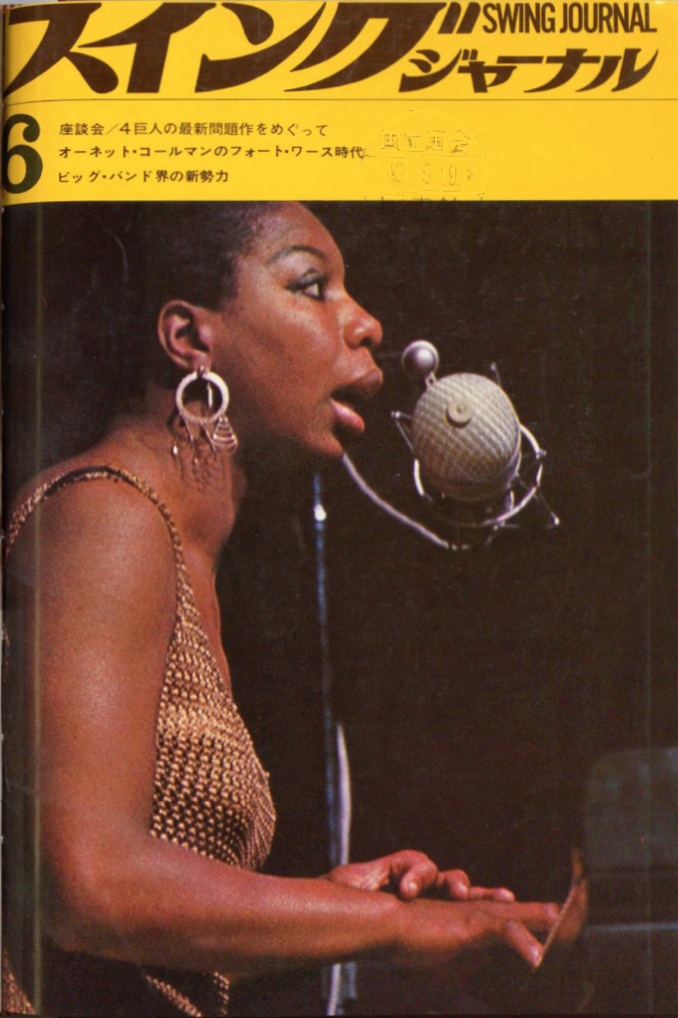
『スイングジャーナル』1967年6月号の表紙

1933年2月21日にノースカロライナ州トライロンで7人兄弟姉妹の6番目として生まれた。4歳からピアノを弾き始め、彼女の才能にほれ込んだ周囲の援助を得る。クラシック音楽教育で有名なジュリアード音楽院でレッスンを受け、カーティス音楽学校への進学を試みたが断られる。1950年代前半のことであり、黒人であったために差別された可能性がある。
彼女はピアノの講師などで生計を立てようとするが、生活は苦しかった。1954年にはアトランティック・シティのアイリッシュ・バーでピアノを弾くことになる。このバーのオーナーに薦められ歌い始め、やがて名前をニーナと改め、尊敬するフランスの女優のシモーヌ・シニョレに因んで、ニーナ・シモンと名乗った。1959年に出した「アイ・ラブ・ユー、ポーギー」がヒットし、やっと音楽活動が順調なものになっていく。彼女の音楽はジャズに限らずフォーク、ブルース、ゴスペル、ポップスなど幅広いジャンルを取り入れた。
1960年代には黒人公民権運動にも参加して精力的な活動を見せた。人種差別主義者によるアラバマ州バーミングハムの16番街バプテスト教会爆破事件（1963年）やミシシッピ州の公民権運動家殺害事件（1964年）に抗議し、「ミシシッピ・ゴッダム」(1964年) のシングルを発表。さらに1967年に「自由になりたい」、1969年に「トゥー・ビー・ヤング・ギフティッド・アンド・ブラック」を発表。彼女が作曲した後者は公民権運動のアンセムとして広く歌われた。また1964年に発表した「悲しき願い」は、後にアニマルズ（1965年）やサンタ・エスメラルダ（1977年）に取り上げられた。
1970年、マネージャーだった夫アンドリューと離婚し、娘リサも残してアメリカを出る。しばらくリベリアで音楽とは無縁の生活を送ったが、程なくフランスの音楽フェスティバルに出演した。1958年に録音された「マイ・ベイビー・ジャスト・ケアズ・フォー・ミー」が1982年にイギリスでシングル発表され、1987年にはシャネルのCMに起用。彼女は再び脚光を浴び、オランダでの8公演を成功させて完全復帰を果たした。
1992年、自伝"I Put a Spell on You"を上梓。
双極性障害と闘いながら、2000年代にはフランスに居を構えて活動し続けたが、乳癌との闘病生活の末、2003年4月21日、フランスのカリー＝ル＝ルエの自宅で死去した。70歳没。
2015年、伝記映画『ニーナ・シモン 魂の歌』（What Happened, Miss Simone?）公開。同年、トリビュートアルバムNina Revisited: A Tribute to Nina Simoneが発表された。
2018年、ロックの殿堂入り。

## ディスコグラフィ

### ベツレヘム・レコード時代 (1957年-1959年)
- 『ファースト・レコーディング』→改題『ニーナ・シモン』
→改題『リトル・ガール・ブルー』 - Jazz As Played In An Exclusive Side Street Club/Little Girl Blue（1957年録音）(1959年)
- Nina Simone And Her Friends（1957年録音）(1959)

### コルピックス時代 (1959年-1964年)
- 『ジ・アメイジング・ニーナ・シモン』 - The Amazing Nina Simone (1959年)
- 『アット・タウン・ホール』 - Nina Simone At Town Hall (1959年)
- 『アット・ニューポート』 - Nina Simone At Newport (1960年)（ライヴ）
- 『フォービドゥン・フルーツ』 - Forbidden Fruit (Nina Simone album) (1960年)
- 『アット・ザ・ヴィレッジ・ゲイト』 - Nina At The Village Gate (1962年)（ライヴ）
- 『シングス・エリントン』 - Nina Simone Sings Ellington (1962年)
- Nina’s Choice (1963年)（コンピレーション）
- 『ニーナ・シモン・アット・カーネギー・ホール』 - Nina Simone At Carnegie Hall (1963年)（ライヴ）
- 『フォークシー・ニーナ』 - Folksy Nina (1964年)（ライヴ）
- 『ウィズ・ストリングス』 - Nina Simone With Strings (1966年)

### フィリップス時代 (1964年-1967年)
- 『ニーナ・シモン・イン・コンサート』 - Nina Simone In Concert (1964年)
- 『ブロードウェイ・ブルース・バラッズ』 - Broadway-Blues-Ballads (1964年)
- 『アイ・プット・ア・スペル・オン・ユー』 - I Put A Spell On You (1965年)
- 『パステル・ブルース』 - Pastel Blues (1966年)
- 『レット・イット・オール・アウト』 - Let It All Out (1966年)
- 『ワイルド・イズ・ザ・ウィンド』 - Wild Is The Wind (1966年)
- 『ハイ・プリーステス・オブ・ソウル』 - High Priestess Of Soul (1967年)

### RCAビクター時代 (1967年-1974年)
- 『シングス・ザ・ブルース』 - Nina Simone Sings The Blues (1967年)
- 『シルク＆ソウル』 - Silk & Soul (1967年)
- 『オン・ステージ』 - Nuff Said (1968年)
- 『ニーナとピアノ』 - Nina Simone And Piano! (1969年)
- 『トゥ・ラヴ・サムバディ』 - To Love Somebody (1969年)
- Black Gold (1970年)（ライヴ）
- 『ヒア・カムズ・ザ・サン』 - Here Comes The Sun (1971年)
- 『エマージェンシー・ワード』 - Emergency Ward! (1972年)
- It Is Finished (1974年)（ライヴ）

### ビクター離籍後 (1978年-1993年)
- 『ボルチモア』 - Baltimore（1978年1月録音）(CTI、1978年)
- Fodder On My Wings（1982年1月録音）(Carrere、1982年)
- Nina's Back (VPI、1985年)
- Live & Kickin (VPI、1985年)
- 『レット・イット・ビー・ミー』 - Let It Be Me (Verve、1987年)
- Live At Ronnie Scott's（1984年11月録音）(Hendring-Wadham、1987年)
- 『シングル・ウーマン』 - A Single Woman (Elektra、1993年)

### その他
- 『ア・ヴェリー・レア・イヴニング』 - A Very Rare Evening (1969年)
- The Very Best of Nina Simone (Sony/BMG、2006年)
- 『リミックス＆リイマジン』 - Remixed and Reimagined (RCA/Legacy/SME、2006年)

### 客演
- 『アイアン・マン』 - The Iron Man: The Musical by Pete Townshend (1989年)

## 書籍
- Simone, Nina; Cleary, Stephen (2003). I Put A Spell On You: The Autobiography Of Nina Simone. Boston: Da Capo Press; Reprint edition. ISBN 978-0306813276